# デジタルスレッド
デジタルスレッド（英：Digital Thread）とは、直訳すると「デジタルの糸」を意味し、デジタルデータが追跡可能な形で糸のようにつながっている状態を表す。
広義には、あらゆるコンピュータやシステム上のデジタルデータのつながりがあれば「デジタルスレッド」を成していると考えられるが、狭義には、主に製造業において、製品ライフサイクルの企画・設計から生産、納品後のアフターサービス、廃版にいたるまでの全プロセスにわたり、データのコンテキスト（文脈）を維持した状態でデータをつなぐものとして語られ、一般的にはデジタルスレッドについて述べるときには狭義の意味合いを指すことが多い。

## 起源
デジタルスレッドという言葉の起源は不確かではあるものの、2010年代にはアメリカ国防総省において、資材調達のトレーサビリティを確保する目的で使われ始めた。
2016年頃には、米国のメディア上に定義が掲載され、日本においても2020年現在に至るまで様々なITソリューションプロバイダーやIT系メディアによって言葉の定義やデジタルスレッドの必要性が語られている。
これは、1999年にIoTという言葉が誕生し、2011年にドイツでインダストリー4.0が謳われ始めたことで、製品がメカニカル、エレクトロニクス、ソフトウェアの組み合わせから成る製品がものづくりの前提となったことが背景にあると言える。製品の複雑さが高まる中、メカニカル、エレクトロニクス、ソフトウェアの各分野を完全に連携・連動することは難しく、それによる設計の手戻りや品質リスクなどの可能性が生じる。 これらの各分野を含め、製品ライフサイクル全体にデジタルスレッドが構築されることで、データ入力や加工の減少を見込めるという効果がある。

## デジタルスレッドとデジタルツインの関係性
デジタルスレッドを語るときには、同時にデジタルツインについて言及されることが多い。
製品をデジタルの双子として再現したデジタルツインで、実際の製品の状況を把握し、その設計背景や派生製品をたどるためにデジタルスレッドを使用するという用途の違い、関連性を持つ。